# Данијел Ђокић
Данијел Ђокић (Минхен, 11. септембар 1979) српски је поп певач.

## Биографија
Рођен је у Минхену. У Немачкој је завршио гимназију, а онда је отишао на Флориду да студира. Завршио је две године, дошао на распуст у Немачку и тада се указала прилика да заигра у једној ТВ серији. У питању је сапуница Мариенхоф у којој је играо лик Марија Лосе. На аудицији, међу 280 кандидата, избор је пао на њега. Са 12 година је почео да професионално игра тенис код Николе Пилића. Играо је на јуниорским турнирима у Вимблдону, Мелбурну, Ролан Гаросу. Иако је остварио резултате који су обећавали, посветио се глуми, а потом и музици. Ипак, како и сам каже да није било Слађе из Ђоганија, вероватно се никада не би осмелио да сними албум. Песму  "Три пута на дан" је за њега компоновао грчки композитор Фибус. Био је ожењен Даницом Карић из групе ДнД. Бивша супруга Даница му је посветила песму Ти си једини, и појавио се као модел у споту за поменуту песму. У првој српској теленовели Јелена  глумио је лик Мајкла Деспотовића. Такође је имао малу улогу у немачкој серији "Дахоам је дахоам".После вишегодишње паузе објавио је 2024. године, нову песму на енглеском језику I'll be there, за коју је писао део текста, у сарадњи са Дарком Димитровим.

## Дискографија
Албуми
- Загрли ме ти (2001) Сити Рекордс
- Иза поноћи (2002) Сити Рекордс
- Лаж недеље (2003) БК Телеком
- Живот мој (2007) Вип продукшн
- Supreme collection (2012)

Синглови
- Shake your body (2010)
- (2011)
- (2012)
- Spiegel (2019) сингл на немачком језику[8][9]
- I'll be there (2024)

### Видеографија
| Спот                    | Година | Режисер                 |
| ----------------------- | ------ | ----------------------- |
| Загрли ме ти            | 2001   | CODE                    |
| Једва на ногама стојим  | 2002   | Дејан Милићевић         |
| Не могу од ње           | 2002   | Visual Infinity         |
| Дође ми да...           | 2002   | Visual Infinity         |
| Лаж недеље              | 2004   | Visual Infinity         |
| Неђу да ђутим           | 2004   | Visual Infinity         |
| Метар моје собе         | 2004   | Visual Infinity         |
| Уживам да крадем        | 2004   | Visual Infinity         |
| Волим ко и ти           | 2004   | Visual Infinity         |
| 3 x на дан              | 2006   | Powerhouse              |
| Живот мој               | 2007   | ДМ САТ видео продукција |
| Тридесете               | 2009   | ДМ САТ видео продукција |
| Shake Your Body         | 2010   | Дејан Милићевић         |
| Man On Fire             | 2011   |                         |
| Like It Like This       | 2012   | Дејан Милићевић         |
| Тровање                 | 2017   | Дејан Милићевић         |
| Spiegel                 | 2018   | Дејан Милићевић         |
| I'll be there (artwork) | 2024   | Дејан Милићевић         |

### Сарадње
- Није лако, није лако са Слађом Делибашић (2001)
- Ако ме волиш Слађом Делибашић (2001)
- Живот мој са Драганом Мирковић (2007)
- Тровање са Драганом Мирковић (2017)